# Bałaklija (obwód połtawski)
Bałaklija (ukr. Балаклія) – wieś na Ukrainie, w obwodzie połtawskim, w rejonie myrhorodzkim, w hromadzie Biłocerkiwka. W 2001 liczyła 503 mieszkańców, spośród których 490 wskazało jako ojczysty język ukraiński, a 13 rosyjski.